# تشرور
تشرور هي قرية في مقاطعة ميانة، إيران. عدد سكان هذه القرية هو 303 في سنة 2006.